# Australiens herrlandslag i innebandy
Australiens herrlandslag i innebandy representerar Australien i innebandy på herrsidan.

## Historik
Laget spelade sin första landskamp under världsmästerskapet 1998 i Schweiz, och vann premiären mot Singapore med 8-3.

### Fotnoter
1. ↑  ”International Floorball Federation”. http://www.floorball.org/default.asp?kieli=826&sivu=78&alasivu=78. Läst 22 augusti 2011.